# Уилям Даниълс
Уилям Дейвид Даниълс (на английски: William David Daniels; роден на 31 март 1927 г.) е американски актьор. Известен е с ролите си на д-р Марк Крейг в сериала „Свети Елзуеър“ и Джордж Фийни в ситкома „Кори в големия свят“. Той е и гласът на КИТ в сериала „Среднощен ездач“. През 2014 г. се връща към ролята си на Джордж Фийни в „Райли в големия свят“.
От 1999 до 2001 г. е президент на Гилдията на екранните актьори.